# Epeiromulona thysanata
Epeiromulona thysanata là một loài bướm đêm thuộc phân họ Arctiinae, họ Erebidae.